# 細小杜父魚
細小杜父魚，為輻鰭魚綱鮋形目杜父魚亞目杜父魚科的其中一種，被IUCN列為極危保育類動物，為溫帶淡水魚，分布於北美洲美國阿拉巴馬州可薩河流域，體長可達4.5公分，棲息在岩石底質的泉水區，生活習性不明。

## 擴展閱讀
維基物種上的相關：細小杜父魚